# Estação Ferroviária de Lanhelas

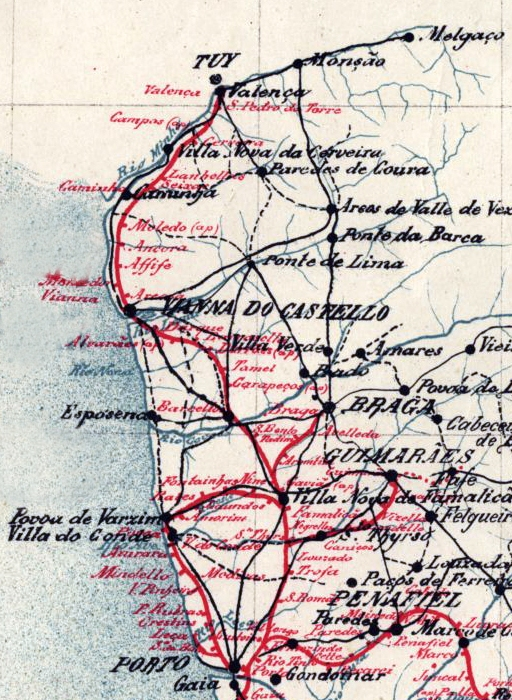
Mapa de 1895, onde esta estação surge com a denominação contemporânea: Lanhellas

A Estação Ferroviária de Lanhelas (nome anteriormente grafado como "Lanhellas"), é uma gare encerrada da Linha do Minho, que servia nominalmente a localidade de Lanhelas, no concelho de Caminha, em Portugal.

## Descrição
O edifício de passageiros situava-se do lado sul da via (lado direito do sentido ascendente, a Monção).

## História
A instalação de uma interface em Lanhelas esteve desde logo prevista nos primeiros planos para a Linha do Minho, elaborados na década de 1870. Esta estação situa-se no troço da Linha do Minho entre Caminha e São Pedro da Torre, que entrou ao serviço em 15 de Janeiro de 1879.
No XIII Concurso das Estações Floridas, realizado pelo Secretariado Nacional de Informação em 1954, a estação de Lanhelas foi premiada com uma menção honrosa especial.

Em 1975 este interface tinha a categoria de estação. Foi oficialmente eliminado da rede ferroviária em 20 de Outubro de 2011; tinha à data a categoria de apeadeiro.